# Obniżenie Bożkowa

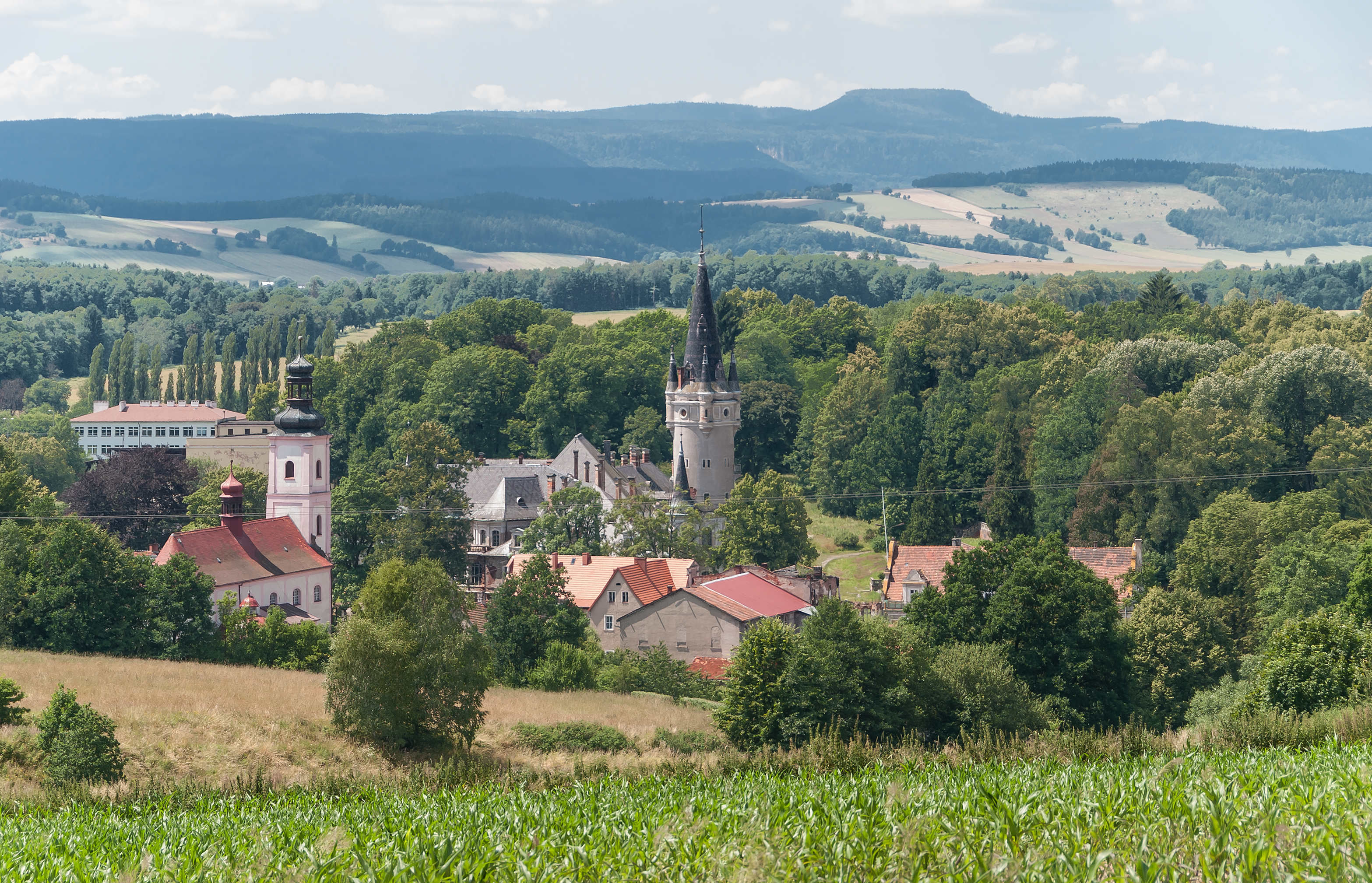
Widok na Obniżenie Bożkowa i Bożków

Obniżenia Bożkowa – region naturalny w południowo-zachodniej Polsce, w Sudetach Środkowych.

## Położenie
Obniżenie Bożkowa położone jest w południowo-zachodniej Polsce na wysokości od 300 do 400 m n.p.m. pomiędzy Garbem Golińca na północnym wschodzie, Wzgórzami Ścinawskimi na południowym zachodzie oraz Wzgórzami Włodzickimi na północnym zachodzie.